# Triodontella sardoa
Triodontella sardoa är en skalbaggsart som beskrevs av Baraud 1962. Triodontella sardoa ingår i släktet Triodontella och familjen Melolonthidae. Inga underarter finns listade i Catalogue of Life.